# Alex Katunich
Alex Katunich (18 de agosto de 1976) é um ex-baixista da banda estadunidense Incubus.
Alex deixou a banda em 2003, após doze anos de atividade.